# Långtjärnen (Bjurholms socken, Ångermanland, 709421-165277)
Långtjärnen är en sjö i Bjurholms kommun i Ångermanland och ingår i Öreälvens huvudavrinningsområde.